# Mysidia maculicosta
Mysidia maculicosta är en insektsart som beskrevs av Fowler 1900. Mysidia maculicosta ingår i släktet Mysidia och familjen Derbidae. Inga underarter finns listade i Catalogue of Life.